# Thập niên 240 TCN
Thập niên 240 TCN hay thập kỷ 240 TCN chỉ đến những năm từ 240 TCN đến 249 TCN.